# Valery Panov

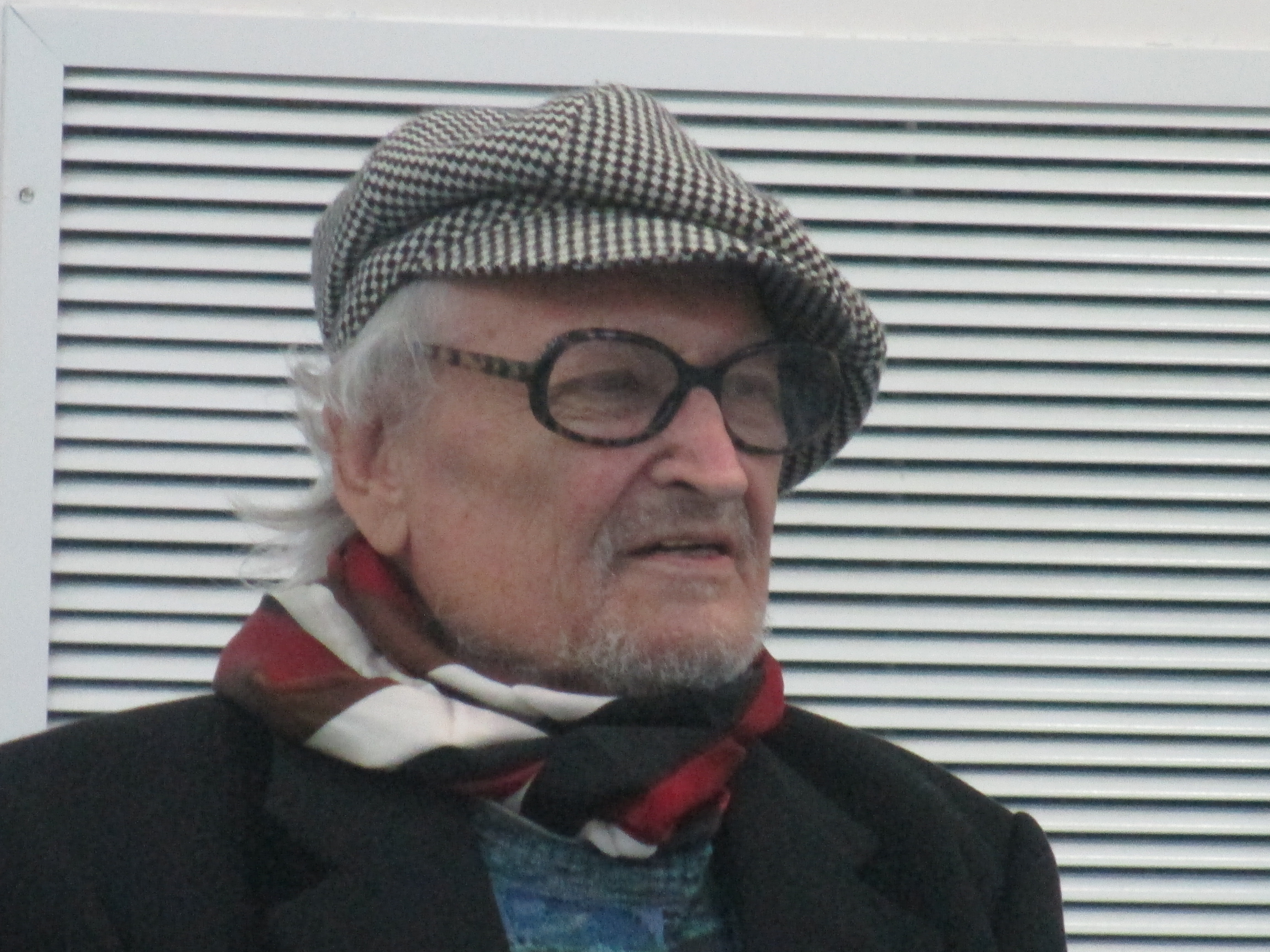
Valery Panov im Jahr 2017

Valery Panov (englische Transkription; russisch Валерий Матвеевич Панов Waleri Matwejewitsch Panow, wissenschaftliche Transliteration Valerij Matveevič Panov; * 12. März 1938 in Wizebsk, Belarussische SSR, UdSSR; † 3. Juni 2025 in Ashdod, Israel) war ein jüdisch-russischer Ballett-Tänzer und späterer Choreograf. Seit den 1970er Jahren war er israelischer Staatsbürger (Name in hebräischer Schreibung: ולרי פאנוב). Panovs ursprünglicher Name lautete Schulman (russisch Шульман).

## Leben

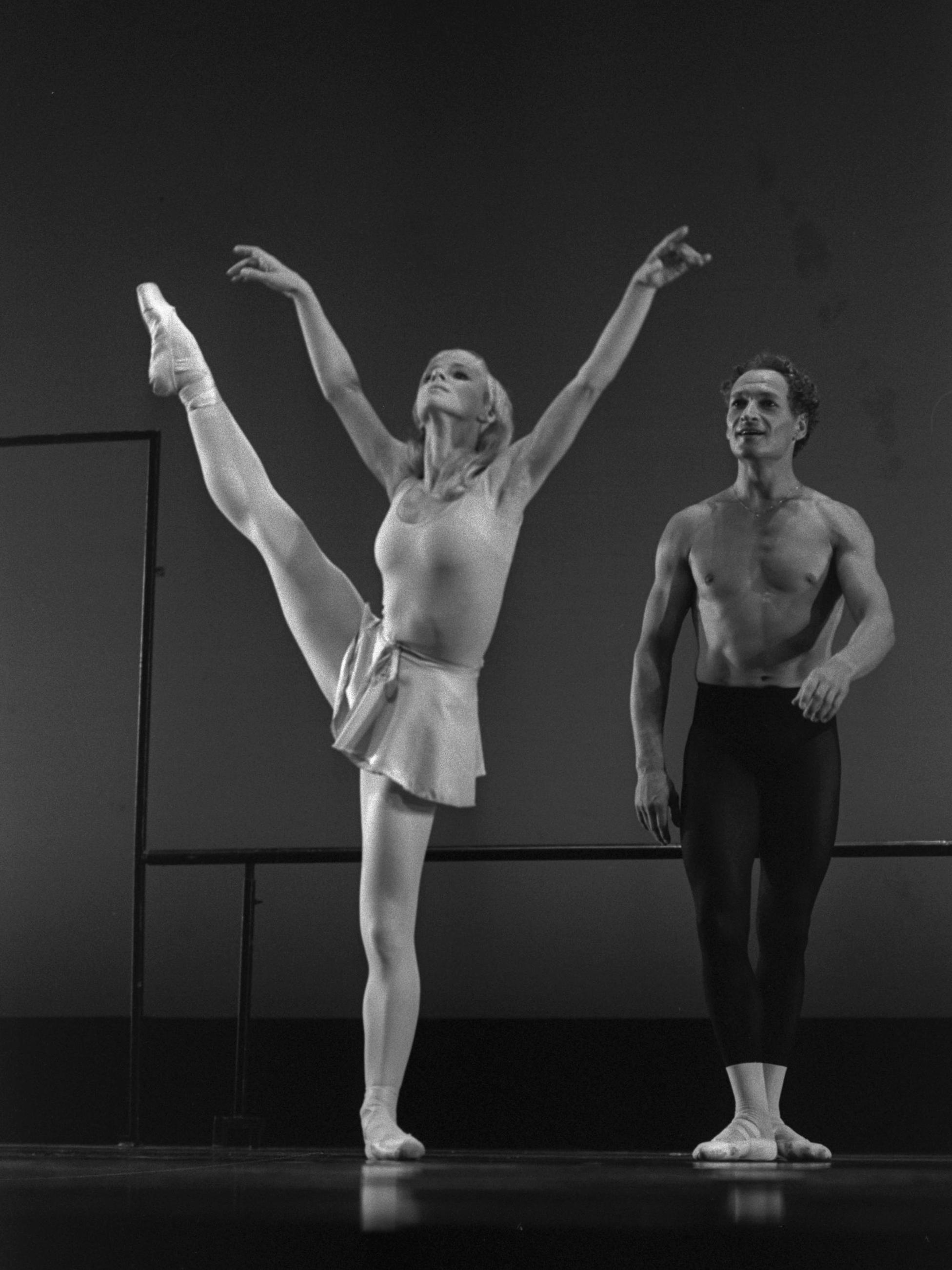
Galina Panova und Valery Panov 1977 in Nachmittag eines Fauns

Panov studierte an der Akademie von Agrippina Waganowa in Leningrad (heute Russische Ballettakademie). Nach einem ersten Engagement am Leningrader Maly-Theater der Oper wurde er 1960 Solist am Kirow-Theater (heute Mariinski-Theater), wo er etwa 60 Rollen verkörperte und einer der wichtigsten Tänzer für die Entwicklung des russischen Ballets seiner Zeit wurde.
Da er sich häufig mit Ausländern traf, wurde der KGB auf ihn aufmerksam. Teilnahmen an Auslandstourneen wurden immer seltener genehmigt und letztlich ganz verboten.
Er hatte mit seiner ersten Frau Lia Petrowna Panowa, deren Namen er übernahm, einen Sohn. Zusammen mit seiner zweiten Frau, der Ballerina Galina Panova (Galina Panowa-Ragozina), stellte er dann nach zwei gescheiterten Fluchtversuchen im März 1972 einen Ausreiseantrag nach Israel. Er und seine Frau wurden daraufhin schwerem psychischem Druck ausgesetzt. Aus dem Leningrader Kirow-Ballett wurde er entlassen. Die Aufmerksamkeit, die er in der westlichen Welt genoss, konnte jedoch verhindern, dass er und seine Frau in ein Arbeitslager deportiert wurden.
Valery Panov schaffte 1974 die Ausreise nach Israel. Für eine Fortsetzung seiner Tanzkarriere aber war er nun zu alt.
Er begann eine Karriere als Choreograf, unter anderem mit zahlreichen Produktionen in Westdeutschland, so an der Deutschen Oper Berlin, aber auch in anderen europäischen Metropolen des klassischen Balletts wie Wien, Stockholm oder Antwerpen.
Von 1992 bis 1997 war Panov Ballettdirektor des Balletts der Oper der Stadt Bonn. Im Jahr 1993 gründete er in Aschdod, Israel, das Art Centre, eine Balletttruppe mit angeschlossener Ballettakademie.
Valery Panov war Ehrenbürger von New York City und San Francisco.
1998 schuf er das Ballett Liebestod.